# Raoul Lhermet
Pour les articles homonymes, voir Lhermet.
Raoul Lhermet, né le 24 avril 1911 à Nîmes et mort le 16 février 1972 dans la même ville est un pasteur protestant et résistant français.

## Biographie
Raoul Auguste Lhermet naît le 24 avril 1911 à Nîmes. Devenu répétiteur au collège Samuel-Vincent, il passe en parallèle le baccalauréat et entame des études de théologie pour devenir pasteur, qui le conduisent à la faculté de Genève.
Consacré en 1938, il fait un stage à Nantes. Il exerce d'abord son ministère, neuf ans durant, à Saint-André-de-Valborgne. Pendant un an, toutefois, il est au Chambon-sur-Lignon.
Après la guerre, il est pressenti comme maire de Saint-André mais préfère décliner l'offre. Il est ensuite un temps à Alès, avant de revenir dans sa ville natale en 1954. Là, il donne diverses conférences, pour l'École antique ou l'Association Guillaume-Budé. Il s'occupe aussi du Centre d'accueil protestant, et organise des voyages culturels dans des pays orientaux.
Dans les années 1960, il est collaborateur occasionnel de Midi libre et rédacteur en chef adjoint d'Évangile et Liberté auprès de son collège Paul Brunel. Dans le même temps, toujours avec Brunel, il crée le comité nîmois de la Société de l'histoire du protestantisme français (qui ne sera cependant officiellement constitué qu'en 1977, sous le nom de Société d'histoire du protestantisme de Nîmes et du Gard). Il en prend la présidence. En 1962, il est encore élu à l'Académie de Nîmes. Il publie enfin trois ouvrages d'histoire locale et religieuse, dont un avec André Bernardy.
Il meurt le 16 février 1972.
Il est le père de l'essayiste Christiane Lhermet-Toureilles. En 1985, il est fait Juste parmi les nations à titre posthume, pour ses actions d'éclat au Chambon durant la guerre. Une rue de Nîmes porte son nom.

## Publications
- Nîmes, cité protestante : Les temps historiques, Nîmes, Chastanier, 1959 (BNF 33079151).
- Nîmes, richesses du passé (préf. André Dupont), Nîmes, Chastanier, 1964 (BNF 36274569)  — prix de littérature régionaliste du conseil général du Gard[3].
- Avec André Bernardy, Itinéraires protestants dans le Gard et les Cévennes, Uzès, Peladan, 1969 (BNF 36264165).

### Sources
- [Gaussen 1972] Ivan Gaussen, « Le pasteur Raoul Lhermet (1911-1972) », Bulletin de la Société de l'histoire du protestantisme français, vol. 118,‎ juillet 1972, p. 553-554 (lire en ligne).
- [Fermaud 1973] Alice Fermaud, « Discours de réception et éloge de son prédécesseur », Bulletin des séances de l'Académie de Nîmes, no 56,‎ 1973, p. 10-24.
- [Cabanel 2022] Patrick Cabanel, « Lhermet Raoul », dans Patrick Cabanel et André Encrevé (dir.), Dictionnaire biographique des protestants français de 1787 à nos jours : H-L, t. III, Paris-Max Chaleil, 2022 (ISBN 978-2-8462-1333-2), p. 791-792.